# Hoplarchus psittacus
Hoplarchus psittacus är en fiskart som först beskrevs av Heckel, 1840.  Hoplarchus psittacus ingår i släktet Hoplarchus och familjen Cichlidae. Inga underarter finns listade i Catalogue of Life.